# Milton Monti
Milton Antônio Casquel Monti, (São Manuel, 11 de junho de 1961), é um economista e político brasileiro filiado ao Partido Social Democrático (PSD).

## Biografia
Milton Antonio Casquel Monti, nascido em 11 de junho de 1961 em São Manuel é casado com Liliana da Silva Monti e tem três filhos. Formado no curso de Economia da Faculdades Integradas de Botucatu (UNIFAC), foi eleito aos 21 anos Prefeito de São Manuel, sendo o mais jovem prefeito do Brasil, onde administrou entre os anos de 1983 a 1988.[carece de fontes?].
Entre os principais cargos ocupados por Monti, destacam-se a presidência e vice-presidência
da Associação dos Prefeitos do Estado de São Paulo (APESP). Entre os anos de 1989 e 90 exerceu a função de diretor administrativo-financeiro da Fundação para o Desenvolvimento da Educação da Secretaria de Estado da Educação.
Em 1991 foi eleito deputado estadual, entre julho de 1992 a dezembro de 1993 foi Secretário
de Estado de Relações do Trabalho, reeleito ao Legislativo do Estado em 1995, onde foi primeiro secretário da Assembléia entre os anos de 1997/1998.  Em 1999 iniciou a sua primeira legislatura como deputado federal, sendo reeleito em 2003 e 2007 quando também se tornou vice-líder
do Governo na Câmara. Em 2014 abriu um canal no youtube chamado "Política sem mistérios".
Foi eleito deputado federal em 2014, para a 55.ª legislatura (2015-2019). Em dezembro de 2016 foi condecorado com o título de cidadão do município paulista de Duartina.
Entre as coisas que contribuíram para que não fosse reeleito no pleito de 2018 estão: votou a favor do Processo de impeachment de Dilma Rousseff. Já durante o Governo Michel Temer, votou a favor da PEC do Teto dos Gastos Públicos. Em abril de 2017 foi favorável à Reforma Trabalhista. Em agosto de 2017 votou contra o processo em que se pedia abertura de investigação do então presidente Michel Temer, ajudando a arquivar a denúncia do Ministério Público Federal. Na sessão do dia 25 de outubro de 2017, o deputado, mais uma vez, votou contra o prosseguimento da investigação do então presidente Michel Temer, acusado pelos crimes de obstrução de Justiça e organização criminosa. O resultado da votação livrou o Michel Temer de uma investigação por parte do Supremo Tribunal Federal (STF).
Em 2018, candidatou-se novamente para o cargo de Deputado Federal, conquistando 55.125 votos não sendo reeleito para o cargo.
Com a filiação do Presidente Jair Bolsonaro ao Partido Liberal (PL), Monti anunciou sua desfiliação do partido. Na oportunidade, Monti afirmou que "o partido vai tomar um rumo de um partido de extrema-direita, eu sou de centro". Posteriormente, Monti filiou-se ao Partido Social Democrático (PSD) com sua ficha de filiação assinada por Gilberto Kassab.

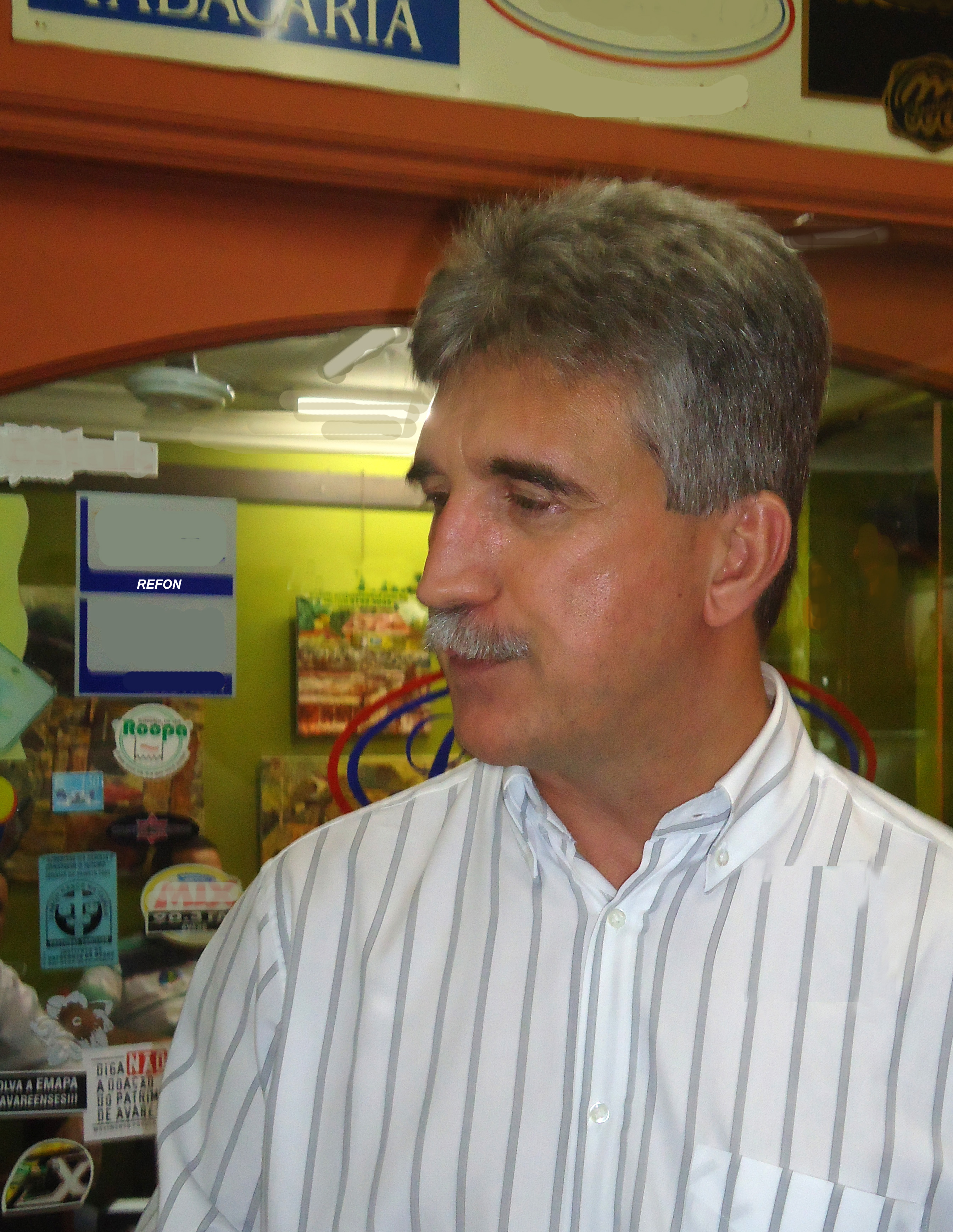
Deputado Federal Milton Monti em Avaré

### Carreira Política
- 1983 - 1988 - Prefeito de São Manuel
- 1991 - 1994 - Deputado estadual de São Paulo
- 1995 – 1998 - Deputado estadual de São Paulo
- 1999 – 2002 - Deputado federal por São Paulo
- 2003 – 2006 - Deputado federal por São Paulo
- 2007 – 2010 - Deputado federal por São Paulo
- 2011 – 2015 - Deputado federal por São Paulo
- 2015 – 2019 - Deputado federal por São Paulo
  - Presidente da Frente Parlamentar de Comunicação [13]